# 反向代购
反向代购、逆向代購（英語：Reverse purchasing agent），指從中國內地（如深圳等地）購買商品跨境送遞到香港的商業活動行为，商品包括化妝品、藥品、食品、飲料等。

## 歷史
隨着中國內地網紅經濟興起，網紅透過社交媒體抖音和小紅書進行跨境食品代購及團購服務推廣，將生鮮食品、零食從深圳直送香港。
2021年4月22日，《文匯報》一篇報導「疫市奇葩　深港跨境美食團購受熱捧」，深港兩地因2019冠状病毒病疫情封關，香港人對深圳商品需求大增，跨境團購餐飲服務的行業應市況在香港口岸附近的社區如粉嶺皇后山邨出現。
香港與內地經歷長達近三年的出入境限制，2023年初終於全面恢復通關，疫情封關期間港人積壓許久的剛性需求在短時間內出現俗稱「報復性消費」現象。
2023年2月26日，小紅書上一則帖文「一點點代購回香港，九龍塘地鐵站面交」，帖文在短時間內超過2,000條回應，引發香港和內地人熱烈討論，有人表示很想吃深圳的網紅美食，有人則表示要吃深圳的網紅美食並不容易，往往得要排隊兩小時以上。當知道有人幫忙代購並送到香港的話，網民都表示歡迎。
自此，以個體工商戶為單位的新興行業——跨境餐飲代購服務，跨境外賣速遞員，其商業模式及相關產業開始發展，《HK01》報導參與代購者包括因過關入境時間地點便利的跨境學童接送者或家長。
2024年，「港人北上消費」、「香港人買爆深圳」現象頻繁受到關注，港深「反向代購」更成為潮流。接受報道的參與代購者有一些是原本的資深「香港代購」，簡稱「港代」，比如化妝品、香港的藥品，參與代購者透露沒想過有一天內地這邊反向帶過去香港。

## 商業數據
2023年8月，根據《滙豐機滙》一篇網誌「如何利用香港反向代購潮，揭開企業全球化序章？」，引述中國內地品牌的市場學研究數據，香港作為中國內地和海外的商業樞紐，融合了內地、市場和香港三個市場的特性，縮短了品牌進入新市場的磨合期，同時作為測試期部署，提升開拓海內外新市場的順暢度和可行性。香港成為是實現品牌全球化的重要市場。

## 科技應用
港人北上消費相關攻略在中國社交媒體小紅書上持續傳播，形成趨勢。
代購者透過科技，開發智能手機應用程式(App)，客戶透過 App 下單，後台直接應用程式接口(API)聚合不同餐飲品牌的訂單，便於代購者合理規劃路線。